# JR東日本秋田ペッカーズ
JR東日本秋田ペッカーズ（ジェイアールひがしにほんあきたペッカーズ）は、秋田県秋田市に本拠地を置き、日本社会人バスケットボール連盟に加盟する社会人バスケットボールの企業チームである。運営母体は東日本旅客鉄道秋田支社。

## 概要
ペッカーズ（Peckers）は、白神山地に生息するクマゲラを意味する「Black Woodpecker」から来ている。

## 歴史
国鉄秋田管理局時代の1947年に創部。
2003・2004年の全日本実業団選手権で連覇を果たした全国的な強豪として知られる。
2017年より国民体育大会バスケットボール競技一般男子の部には秋田県代表として単独チームで出場。2度の開催中止を挟み4連覇を達成している。
2018年より東北リーグに参戦、2024年からはSBL-SB1に所属している。

## 成績
*順位欄()内数字は参加チーム数
*CS:全日本社会人バスケットボール地域リーグチャンピオンシップ
| 年度 | リーグ | 勝 | 敗 | 順位   | CS             |
| 2018 | 東北   | 8  | 0  | 1位(6) | 予選リーグ敗退 |
| 2019 | 東北   | 12 | 0  | 1位(7) | 準優勝         |
| 2020 | 東北   | 7  | 0  | 1位(8) | 優勝           |

## 主な歴代所属選手
- 大矢孝太朗 - 2020年に新潟アルビレックスBBへ移籍。
- 井手優希 - 2021年に山口ペイトリオッツへ移籍。
- カロンジ磯山パトリック - 2023年に神戸ストークスへ移籍。
- 小針幸也 - 2023年に長崎ヴェルカへ移籍。